# Sadyk Lalayev
Sadyk Lalayev (en ruso: Садык Лалаев; Nizhni Nóvgorod, 23 de noviembre de 1996) es un deportista ruso que compite en lucha grecorromana.
Ganó una medalla de bronce en el Campeonato Mundial de Lucha de 2024 y dos medallas de bronce en el Campeonato Europeo de Lucha, en los años 2024 y 2025.

## Palmarés internacional
| Campeonato Mundial | Campeonato Mundial      | Campeonato Mundial | Campeonato Mundial |
| Año                | Lugar                   | Medalla            | Categoría          |
| ------------------ | ----------------------- | ------------------ | ------------------ |
| 2024               | Tirana (Albania)        | Medalla de bronce  | 63 kg              |
| Campeonato Europeo |                         |                    |                    |
| Año                | Lugar                   | Medalla            | Categoría          |
| 2024               | Bucarest (Rumania)      | Medalla de bronce  | 60 kg              |
| 2025               | Bratislava (Eslovaquia) | Medalla de bronce  | 60 kg              |